# Аретакис, Георгиос
Гео́ргиос Арета́кис (греч. Γεώργιος Αρετάκης; 1900 — 26 апреля 1949), известный также под партизанским псевдонимом Капета́н Сфакиано́с (греч. Καπετάν Σφακιανός) — греческий офицер, командир и штабист подразделений Народно-освободительной армии Греции (ЭЛАС) и Демократической армии Греции (ДАГ) на полуострове Пелопоннес.

## Молодость

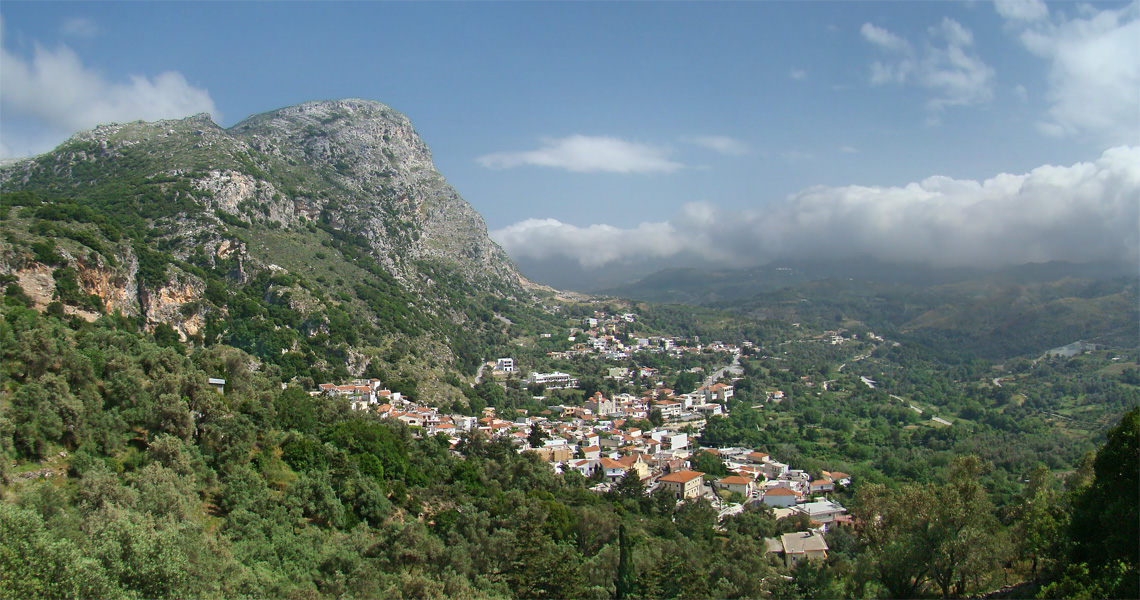
Село Спили на Крите, родина Георгия Аретакиса

Георгиос Аретакис родился в 1900 году в селе Спили недалеко от города Ретимнон Критского государства.
В 1916 году, в подростковом возрасте, вступил добровольцем в греческую армию и воевал на Македонском фронте Первой мировой войны. Принял также участие в Малоазийском походе греческой армии (1919-1922). В 1935 году участвовал в неудачной попытке переворота сторонников Э. Венизелоса, после чего был демобилизован.
С началом Греко-итальянской войны в октябре 1940 года был отозван в действующую армию и воевал в составе V дивизии Крита в звании капитана пехоты. Греческая армия отразила нападение Италии и перенесла военные действия на территорию Албании. На спасение своего союзника пришла гитлеровская Германия. После того, как часть греческого генералитета в нарушение приказа Генерального штаба Греции подписала «почётную капитуляцию» перед Германией, Аретакис, получивший к тому времени звание майора, был в числе офицеров, отвергнувших капитуляцию. Он стремился добраться до Крита, который оставался ещё свободным, но, не сумев перебраться на свой родной остров, остался на Пелопоннесе, в городе Патры.

## Сопротивление
С началом тройной, германо-итало-болгарской, оккупации Греции, Аретакис, одним из первых офицеров регулярной армии, вступил в прокоммунистическую Народно-освободительную армию Греции (ЭЛАС). Проведя кампанию по добровольной мобилизации жителей горной части Ахайи в ЭЛАС, Аретакис, вместе с юристом Я. Кацикопулосом, принял командование Отдельным батальоном Калаврит, в составе XII полка ЭЛАС Пелопоннеса. 16 и 17 октября 1943 года, по приказу генштаба ЭЛАС Пелопоннеса, и во главе 400 партизан, Аретакис атаковал в Керпини разведывательную роту вермахта силой в 97 солдат. 4 немцев были убиты, 11 бежали, остальные 82 были взяты в плен. Судьба этих пленных стала звеном в цепи кровавых событий: 25 ноября 1943 года колонна немецких грузовиков с 40 солдатами попала в засаду партизан ЭЛАС в Монодентри, между городами Спарта и Триполи. Выжил только один немецкий солдат:251). В ответ, 26 ноября вермахт расстрелял в Монодентри 118 заложников из греческого гражданского населения, отказавшись обменять их на немецких пленных, взятых в Керпини. После этого и в ходе немецкой операции по освобождению пленных, 7 декабря партизаны расстреляли 78 пленных с одобрения и в присутствии британской военной миссии. В ответ на расстрел пленных, 13 декабря вермахт совершил Резню в Калаврите, в ходе которой было убито более 700 жителей этого маленького городка.
Позже Аретакис принял командование батальоном VIII полка ЭЛАС в Лаконии. В июне 1944 года он сумел вывести свой батальон из кольца карательных операций частей вермахта и коллаборационистов. 10 августа принял участие в бою при Селласиа, Лакония. К концу оккупации, в сентябре 1944 года принял участие в сражении за село Мелигала, в ходе которого были убиты около 800 коллаборационистов, отказывавшихся сдаваться и ожидавших прихода англичан, но и местные жители из гражданского населения:226.

## В период «Белого террора»
После того как руководство компартии Греции подписало в январе 1945 года Варкизское соглашение, Аретакис отказался сдать своё оружие и скрывался в горах Пелопоннеса. Весной 1945 года примкнул к другим бывшим бойцам ЭЛАС, скрывавшимся в горах Мани. В июле того же года он действовал в регионе гор Тайгет и Парнон. В тот же период, 20 мая 1946 года он был осуждён заочно трибуналом города Патры, к пожизненному заключению, за участие в сентябре 1943 года в разоружении партизанского отряда правой политической ориентации, и участии в трибунале, который приговорил к смерти трёх из пяти офицеров этого отряда.

## Гражданская война
В 1947 году, когда Гражданская война была в полном разгаре, Аретакис действовал в Ахайе и Элиде и дал сражение правительственным войскам в Дафни (провинция Ахайя), в Элатофито (провинция Ахайя), в Нерайда (провинция Элида), в Хавари (провинция Элида), где он разгромил отряд милиции монархистов. Он также принял участие в неудачных попытках ДАГ взять города Амальяс 24 октября и Андрицена 31 декабря 1947 года. В январе 1948 года, Аретакис получил от «Временного Демократического правительства» звание подполковника и в дальнейшем получил назначение в штаб III дивизии ДАГ Пелопоннеса:864.
11 апреля 1948 года принял участие в победном для партизан ДАГ сражении у города Калаврита. В 1949 году карательные операции правительственных войск постепенно привели к дезорганизации и распаду партизанских сил на Пелопоннесе. В январе 1949 года Аретакис передвигался между горами Ароания и Горой Афродиты. После окончательного поражения ДАГ на Пелопоннесе Аретакис пытался найти способ выбраться на Крит.

## Гибель
Пытаясь перебраться на Крит, Аретакис решил двинуться на юг Пелопоннеса. В начале апреля 1949 года он был замечен правительственными войсками в Аркадии. Несколькими днями позже он нашёл убежище на полуострове Мани, сначала в местечке Дилангадо, а затем, после операции по его поимке, предпринятой силами правительственной армии и отрядами монархистов, в регионе города Ареополис. Однако здесь его убежище было обнаружено. 26 апреля 1949 года в бою против обложивших его убежище у села Дримос (провинция Лакония) жандармов и монархистов Аретакис и 4 его соратника погибли. Историк Т. Герозисис пишет, что Аретакис покончил жизнь самоубийством:864.
Монархисты отрубили ему голову и, посадив её на шест, демонстрировали её в сёлах Мани как трофей. В ноябре того же года королевским указом Аретакис был лишён офицерского звания и низведён в рядовые второй категории.

## Оценка деятельности
Даже противники Аретакиса признавали, что он был мужественным и закалённым офицером. Отрицательные оценки сводятся к его участию в нейтрализации маленького отряда правой политической ориентации капитана Дросопулоса 16 сентября 1943 года, а также его участию в качестве председателя в трибунале, который приговорил к смерти трёх офицеров этого отряда. В этом он был обвинён также и своим соратником, расстрелянным правительственными войсками Н. Диенисом. Однако некоторые историки оспаривают его участие в принятии смертного приговора этих офицеров.
Есть историки правой ориентации, которые ставят под сомнение его командные способности и упоминают его угрозы в адрес тех, кого Аретакис считал «реакционером».
Правительственные газеты периода Гражданской войны обвиняли Аретакиса в налётах на сёла Валтесинико и Левиди в Аркадии.

## Семья
Георгиос Аретакис был женат на своей землячке, Антигони Якумояннаки и имел от неё дочь Екатерину.